# Diana Automobilwerk
Das Diana Automobilwerk war ein deutsches Unternehmen zur Herstellung von Kraftfahrzeugen.

## Beschreibung
Das Unternehmen hatte seinen Sitz in München an der Kaulbachstraße. Der Maschinenbauer Eugen Hauser war im Besitz mehrerer Patente. Er stellte von 1922 bis 1923 Fahrzeuge her. Der Markenname lautete Diana.
Ein Modell war ein dreirädriger Personenkraftwagen. Er hatte einen Vierzylinder-Viertaktmotor mit Wasserkühlung.
Außerdem berichtete die Presse damals über ein vierrädriges Gefährt, zu dem keine Details bekannt sind.